# 1234年
| 千纪： | 2千纪 |
| 世纪： | 12世纪 \| 13世纪 \| 14世纪                                                                                 |
| 年代： | 1200年代 \| 1210年代 \| 1220年代 \| 1230年代 \| 1240年代 \| 1250年代 \| 1260年代                           |
| 年份： | 1229年 \| 1230年 \| 1231年 \| 1232年 \| 1233年 \| 1234年 \| 1235年 \| 1236年 \| 1237年 \| 1238年 \| 1239年 |
| 纪年： | 甲午年（马年）；金天兴三年；南宋端平元年；大理仁壽八年；越南天應政平三年；日本天福二年，文曆元年           |

## 大事记
- 中国
  - 宋理宗改年號端平。
  - 正月初十日（陽曆2月9日），蔡州之战，蒙古與南宋聯軍攻克蔡州，金朝滅亡。
  - 南宋在聯合蒙古滅金朝之后，宋理宗下令出兵收復位于河南的原北宋开封府、河南府和應天府（今河南省商丘市）三京的端平入洛軍事行動以失敗收場，退回原來的秦岭－淮河线防線，且為蒙古大舉進攻南宋提供口實。
- 世界
  - 元太宗窝阔台大会宗族、大臣，议定遵照元太祖成吉思汗所遗方略，继续西进。本年，蒙古占领金朝全境，汗国版图已囊括蒙古本部、中国北部（秦嶺－淮河以北）、西伯利亚南部、中亚和南高加索广大地区。

## 出生
- 海都，出生於蒙古，為窩闊臺汗國的實際創始人

## 逝世
- 2月9日：金哀宗、金末帝死于蔡州